# Estádio Beira-Rio
Az Estádio José Pinheiro Borda, vagy közismertebb nevén az Estádio Beira-Rio stadion egy többcélú sportlétesítmény Brazíliában, Porto Alegre városban. A stadion 1969. április 6-án nyitotta meg kapuit. A létesítmény többnyire futballmeccseknek ad otthont, többek közt a 2014-es labdarúgó-világbajnokságon rendezett meccseknek is. A stadiont 2013 őszén felújították.

## 2014-es labdarúgó-világbajnokság
| Dátum            | Idő (UTC-04) | Csapat #1     | Eredmény   | Csapat #2 | Forduló      | Nézőszám |
| ---------------- | ------------ | ------------- | ---------- | --------- | ------------ | -------- |
| 2014. június 15. | 16:00        | Franciaország | 3–0        | Honduras  | E csoport    | 43 012   |
| 2014. június 18. | 13:00        | Ausztrália    | 2–3        | Hollandia | B csoport    | 42 877   |
| 2014. június 22. | 16:00        | Dél-Korea     | 2–4        | Algéria   | H csoport    | 42 732   |
| 2014. június 25. | 13:00        | Nigéria       | 2–3        | Argentína | F csoport    | 43 285   |
| 2014. június 30. | 17:00        | Németország   | 2–1 (h.u.) | Algéria   | Nyolcaddöntő | 43 063   |